# Há Poder no Nome de Jesus
Há Poder no Nome de Jesus é um álbum ao vivo do Ministério Apascentar de Louvor, lançado em fevereiro de 2016 pela gravadora MK Music, com produção musical de Ronald Fonseca.
Primeira produção de Ronald com a banda desde o inédito Olha pra Mim (2006) e o DVD Deus de Promessas ao Vivo (2007), é o único disco que registra a quarta formação do grupo, com o vocalista Samuel Vinholes responsável pelos principais vocais. As composições foram escritas pelos membros da banda, Danilo Gonçalves, Pr. Marcus Gregório, Samuel Vinholes, Ronald Fonseca e compositores externos como Anderson Freire.
A primeira música escolhida como de trabalho foi "Há Poder".

## Antecedentes
Desde que Rafael Bitencourt deixou o Apascentar em meados de 2010, a banda encontrou dificuldades em encontrar um vocalista que permanecesse por muito tempo no grupo. Em 2011, os ex-integrantes Davi Sacer e Verônica Sacer participaram como convidados do álbum Ao Deus das Causas Impossíveis. O registro ganhou uma versão em DVD com Davi e Verônica ao lado de Alexandre Dias, que seria o novo vocalista definitivo da banda. O projeto, que estava programado pra 2012, teve seu lançamento cancelado após a saída de Alexandre.

## Gravação
Em 2012, Ronald Fonseca, tecladista e produtor da formação original do grupo, deixou a banda Trazendo a Arca. Em 2013, com sua reaproximação com o Apascentar, foi convidado para produzir um álbum da nova formação do grupo, que era liderada pelo cantor e compositor Samuel Vinholes e o músico Cris Medeiros. Gravado ao longo de 2014 e 2015 e com o título provisório Extraordinário, o projeto tem significativa contribuição de Ronald Fonseca nas composições da banda. Foi o primeiro e único álbum inédito do Apascentar de Louvor com produção de Fonseca desde Olha pra Mim (2006).
Na época, Cris Medeiros disse:

Era um desejo muito grande do Pastor Marcus ter o Ronald como produtor novamente. Ele esteve na primeira formação da banda e o último álbum que ele produziu foi o Olha Pra Mim, que foi um sucesso, com uma sonoridade impecável. E aconteceu conforme a gente esperava.

## Lançamento e recepção
| Críticas profissionais | Críticas profissionais |
| Avaliações da crítica  | Avaliações da crítica  |
| Fonte                  | Avaliação              |
| ---------------------- | ---------------------- |
| Super Gospel           | [ 9 ]                  |

Há Poder no Nome de Jesus foi lançado pela gravadora MK Music em fevereiro de 2016 nos formatos físico e digital. Com cotação de 3 de 5 estrelas, Tiago Abreu disse por meio do Super Gospel que o projeto se sobressaía pela produção musical de Ronald, mas também criticou a influência do pastor Marcus Gregório no repertório e que "as letras ainda não mostram a quê a nova formação do Apascentar veio".
Esta formação do Apascentar ainda participaria do projeto ao vivo Louvorzão na Praia de Copacabana (2017). Tempos depois, Samuel Vinholes deixou a igreja e a banda para se tornar membro da Sobre as Águas Church, igreja de Luiz Arcanjo e André Mattos, ex-integrantes da formação original do Apascentar.

## Faixas
A seguir lista-se as faixas, compositores e durações de cada canção de Há Poder no Nome de Jesus, segundo o encarte do disco.
| N.º | Título                  | Compositor(es)                           | Duração |  |
| 1.  | "Ministração"           | Ronald Fonseca                           | 5:24    |  |
| 2.  | "Um Milagre"            | Fonseca Kaká Pires                       | 4:32    |  |
| 3.  | "Precioso Sangue"       | Fonseca Paulo Leivas Macalão             | 5:03    |  |
| 4.  | "Magnífico"             | Samuel Vinholes Fonseca                  | 6:56    |  |
| 5.  | "Casa do Oleiro"        | Anderson Freire                          | 5:31    |  |
| 6.  | "Há Poder"              | Fonseca                                  | 6:50    |  |
| 7.  | "Som do Céu"            | Carlos Bahia Marcelo Manhães Boáz Xavier | 6:21    |  |
| 8.  | "Não Desanime"          | Marcus Gregório Fonseca                  | 5:39    |  |
| 9.  | "Extraordinário"        | Fonseca                                  | 5:59    |  |
| 10. | "Coração Aquebrantado"  | Fonseca                                  | 6:02    |  |
| 11. | "Reflexão Sobre a Cruz" | Fonseca                                  | 1:22    |  |
| 12. | "Amor Extraordinário"   | Fonseca                                  | 6:45    |  |
| 13. | "Extremo"               | Danilo Gonçalves                         | 6:22    |  |
| 14. | "Chegou a Hora"         | Vinholes Fonseca                         | 5:25    |  |